# Scuar

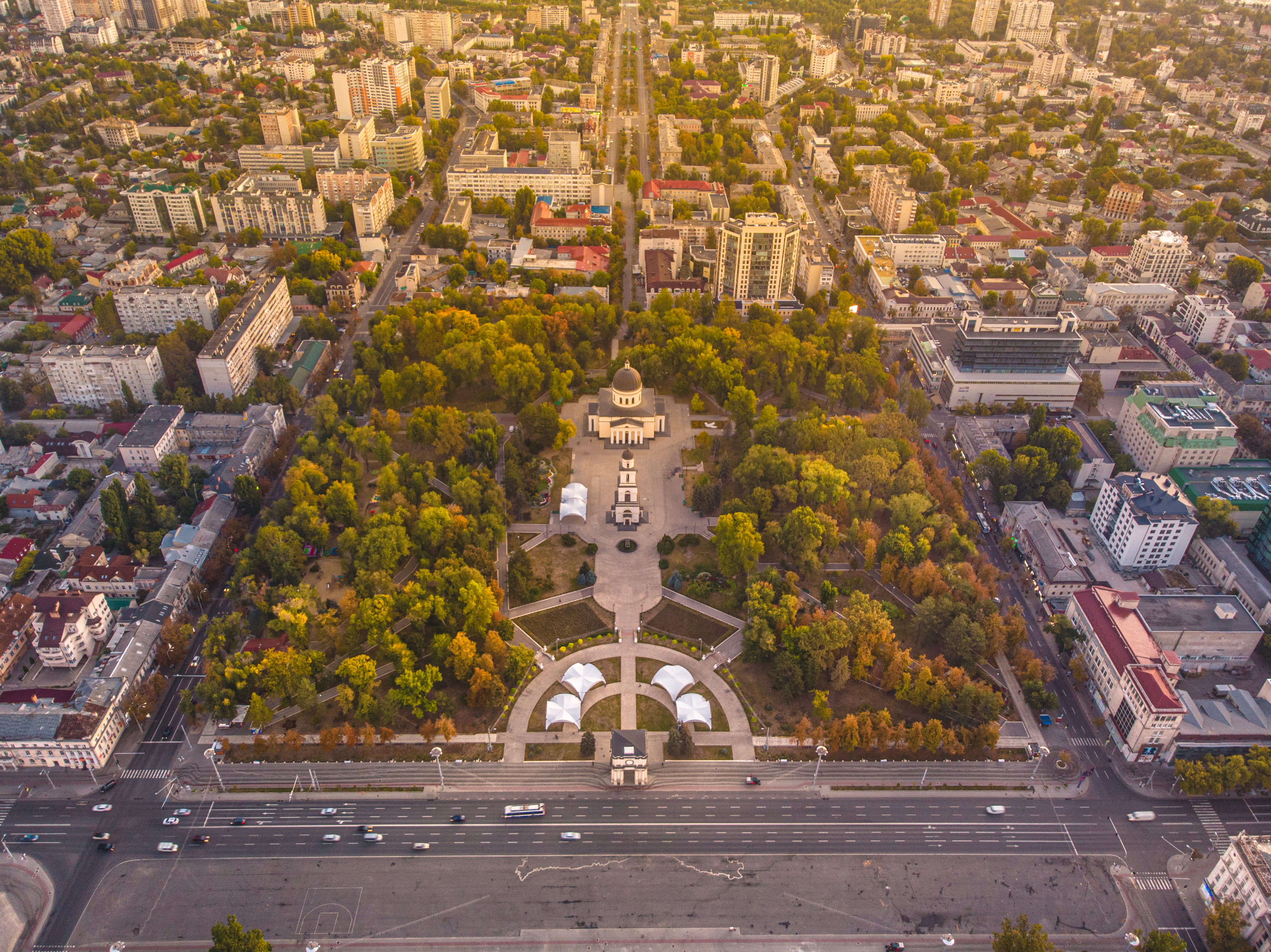
Scuarul Catedralei din Chișinău

Scuarul (în engleză square, lit. pătrat) este un spațiu verde de utilitate publică, amenajat pentru agrement și odihnă, aflat de obicei în interiorul unei zone rezidențiale.
De regulă, are o suprafață între 0,15 și 2 ha și se află la o încrucișare de străzi sau în mijlocul unei piețe.
Amenajarea scuarului include poteci, bănci, locuri de joacă, peluze, paturi de flori, copaci și arbuști. Spațiul verde este accesibil publicului larg și este destinat recreerii pe termen scurt pentru pietoni.